# ГЕС-ГАЕС Едоло
ГЕС-ГАЕС Едоло (італ. Edolo) — гідроелектростанція на півночі Італії, яка використовує ресурс зі сточища Ольо (ліва притока По, що належить до басейну Адріатичного моря).
Накопичення ресурсу для роботи станції організували у кількох водосховищах на лівобережжі Ольо (північно-західний схил Адамелло-Пресанелла Альп). Основним є озеро d'Avio об'ємом 25 млн м3, рівень води в якому підняли до позначки 1908 метрів НРМ за допомогою арково-гравітаційної греблі висотою 38 метрів та довжиною 306 метрів. Поряд з ним розташоване озеро Benedetto (рівень поверхні 1930 метрів НРМ) об'ємом 8 млн м3, яке так само утримується арково-гравітаційною греблею висотою 31 метр та довжиною 322 метри. Воно, своєю чергою, сполучене дериваційною системою з розташованими південніше озерами Venerocolo (рівень поверхні 2540 метрів НРМ, об'єм 2,5 млн м3, контрфорсна гребля висотою 27 метрів та довжиною 380 метрів) і Pantano (рівень поверхні 2378 метрів НРМ, гравітаційно-контрфорсна гребля висотою 59 метрів та довжиною 400 метрів).
Для роботи станції в режимі гідроакумуляції в долині Ольо створили штучний нижній резервуар об'ємом 1,3 млн м3.
Від озера d'Avio до машинного залу веде дериваційний тунель довжиною 8,1 км та діаметром 5,4 метра, який завершується верхнім балансуючим резервуаром шахтного типу з діаметром 18 метрів та вирівнювальною камерою об'ємом 7,8 тис. м3. Після нього починається напірний водовід довжиною 0,5 км, який далі розділяється на два по 1,7 км.
Машинний зал, споруджений у підземному виконанні, має розміри 175×16 метрів та висоту 41 метр. Доступ до нього здійснюється через тунель довжиною 0,7 км. Тут встановлено вісім оборотних гідроагрегатів потужністю по 122 МВт в турбінному та 139 МВт в насосному режимах (в останньому одночасно може працювати лише сім агрегатів). При напорі у 1266 метрів вони забезпечують виробництво понад 1 млрд кВт·год електроенергії на рік, в тому числі 224 млн кВт·год за рахунок природного притоку. Трансформаторне обладнання розміщене в окремому підземному залі розмірами 164×14 метрів та висотою 20 метрів.
Зв'язок з енергосистемою здійснюється по ЛЕП, що працює під напругою 380 кВ.
Електростанція управляється дистанційно із диспетчерського центру в Бергамо.